# Kolonel Sponsz
Kolonel Sponsz is een figuur die voorkomt in de stripserie De avonturen van Kuifje van de Belgische tekenaar Hergé (1907-1983).
Hij kwam voor het eerst voor in 1955 in de weekbladen Kuifje en Tintin in het verhaal De zaak Zonnebloem en is geïnspireerd op Hergés vijf jaar jongere broer Paul die beroepsmilitair was, alsook op de filmrollen die de Duitse acteur Erich von Stroheim speelde.
Hij is het hoofd van de Bordurische geheime dienst. De kolonel was het brein achter de ontvoering van professor Zonnebloem in het verhaal De zaak Zonnebloem, om zo diens plannen voor een geheim vernietigingswapen in handen te krijgen. In Kuifje en de Picaro's blijkt hij door het Bordurië van generaal Plekszy-Gladz uitgeleend aan het San Theodoros van generaal Tapioca, alwaar hij, onder de naam kolonel Esponja, de functie van politiechef vervult. Uiteindelijk wordt kolonel Sponsz naar Bordurië verbannen.
In het album De zaak Zonnebloem draagt Sponsz een monocle, maar niet in hetzelfde verhaal in de weekbladen Kuifje en Tintin.
Ook in de Franstalige uitgaven heet de kolonel in het Bordurisch Sponsz en in het Spaans Esponja. Zijn Spaanse naam Esponja betekent spons. Die naam is dus een voor de hand liggende vertaling van Sponsz, maar dat geldt vooral voor de Nederlandstalige lezers.